# 허준영 (1969년)
허준영(1969년 5월 26일 ~ )은 대한민국의 기업인이다.
허준영 이사장이 이끄는 국제의료봉사단체 ｢스포츠닥터스｣는 지난 29년 간 국내외 의료, 스포츠, 문화예술 분야에서 활발히 활동하고 있는 세계최대 보건의료 NGO 단체이며 2003년 UN DPI NGO로 정식 등록되었고, 대한병원협회, 대한개원의협의회를 중심으로 서울아산병원, 삼성서울병원, 연세대학교의료원, 서울대학교병원,  가톨릭대학교 가톨릭중앙의료원, 고려대학교의료원, 경희대학교의료원 등 국내  5,000개 병원 100만 의료진, 스타628명, 기업인 8천명과 업무협약을 통해서 협력하고 있다.
또한 법무부, 여성가족부, 코이카(KOICA), 대한체육회, 자유총연맹, 한국대학 사회봉사협의회 등과 업무협약을 통해 협력하고 있고, 2100만 회원 네트워크 및 기관, 글로벌 제약사, 대기업과 함께 나눔을 실천, 2024년 1월 국내외 의료지원 5,550회를 달성하였다.
지난 2020년에는 코로나19 스포츠닥터스 릴레이 캠페인을 전개, 반기문 전 UN총장, 美 MD 앤더슨암센터병원 김의신 종신 교수, 정진엽 부민병원 의료원장(52대 보건복지부 장관), 국립암센터 명승권 대학원장, 스포츠 스타(손흥민, 김연아, 김효주, 김세영, 장하나, 최경주, 신태용, 이승우, 차민규), 연예인[BTS, 이승기, 박선영, 김태희, 이영애, 김세정, 강다니엘, NCT127, NCT드림, 인순이, 설운도, 레드벨벳, 우주소녀, 에이핑크, (여자)아이들, 알리, 박나래, 강호동, 전현무, 이수근, 양세형, 김성주, 유희열, 김구라, 박정현, 이경규, 임성훈, 이서진, 박명수, 박수홍, 장도연, 임선혜 등] 총 628명의 스타가 참여해 전 세계 사람들에게 큰 감동을 안겨주었고 유튜브나 스포츠닥터스 각 채널을 통해서 스포츠닥터스를 전 세계에 홍보하고 있다.

## 학력
- 단국대학교 사범대학 수학교육학과 학사
- 단국대학교 산업노사대학원 경영학 석사
- 한양대학교 대학원 보건관리학 박사과정 수료

- 2024년 1월 ~ , (사)세계어린이태권도연맹 후원회장
- 2020년 8월 ~ , (사)한국프로골프협회(KPGA) 부회장
- 2020년 4월 ~ ,  (사)대한승마협회 부회장
- 2019년 6월 ~ ,  (사)대한요트협회 부회장
- 2019년 4월 ~ ,  인터메디컬데일리(주) 회장
- 2016년11월 ~ ,  마이디자인(주) 회장
- 2015년 1월 ~ ,  마이건설(주) 회장
- 2015년 1월 ~ ,  (사)대한미식축구협회 부회장
- 2014년 7월 ~ ,  단국대학교 총동창회 부회장
- 2014년 3월 ~ ,  (사)한중경제협회 부회장
- 2012년 9월 ~ ,  UN DPI NGO 스포츠닥터스 이사장
- 2012년 9월 ~ ,  양학선후원회 회장
- 2011년 2월 ~ ,  (사)한국프로야구선수협회 후원회장
- 2010년 2월 ~ ,  美한국전참전용사 후원회장
- 2001년 2월 ~ ,  마이팜제약(주) 회장
- 2001년 2월 ~ , 마이그룹 회장
- 1998년 2월,     준메디팜 설립
- 1987년,        레슬링 그레코로만형 56Kg이하급 국가대표 상비군